# Clemente Domínguez y Gómez
Clemente Domínguez y Gómez (Sevilla, 23 april 1946 - El Palmar de Troya, 22 maart 2005) riep zichzelf in 1978 uit tot tegenpaus Gregorius XVII.
In 1976 werd hij door de rooms-katholieke emeritus-aartsbisschop Ngo Dinh Thuc tot bisschop gewijd zonder toestemming van het Vaticaan. Aartsbisschop Thuc zwoer nog datzelfde jaar zijn banden met Clemente Domínguez y Gómez af. De Vietnamese prelaat beweerde een "grote fout" te hebben gemaakt.
Vanaf begin jaren 70 beweerde de toekomstige tegenpaus dat hij paus Paulus VI (1963-1978) zou opvolgen, en dat Paulus VI de gevangene van vrijmetselaars was. Ook zou deze laatste hem persoonlijk verschenen zijn en hebben aangewezen als zijn opvolger.
Met zijn zeer conservatieve volgelingen richtte hij een basiliek op in El Palmar de Troya, waar eerder Maria aan hem verschenen zou zijn. Vanuit dit eigen 'Vaticaan' verklaarde deze tegenpaus van Sevilla onder meer Columbus en Franco heilig, en excommuniceerde hij de Spaanse koninklijke familie vanwege hun vermeende communistische sympathieën.
Paus Johannes-Paulus I en Johannes-Paulus II verklaarde hij op zijn beurt tot tegenpausen van de ware Palmariaanse Kerk. Zij zouden onder inspiratie van de duivel gekozen zijn.
Gregorius XVII veranderde, na zijn pauskroning in 1978, in een 'Palmariaans' concilie het Credo, proclameerde nieuwe dogma's en voerde een nieuwe Palmariaanse liturgie in voor zijn eigen Palmariaans-Katholieke Kerk. Een grote kathedraal werd onder Gregorius' leiding opgericht in het kleine dorpje Palmar de Troya. Sinds 1976 was hij blind ten gevolge van een auto-ongeval. Desondanks wijdde hij massaal jongens en vrienden tot priester en bisschop, en creëerde hen tot kardinaal van de Palmariaanse Stoel.
Hij zou naar eigen zeggen, net als Petrus, de kruisdood moeten sterven in Jeruzalem, maar Domínguez y Gómez stierf op een gewone wijze in Spanje tijdens het opdragen van een paasmis, nog geen 59 jaar jong. De cultus rond zijn persoon gaat echter verder onder zijn aanhangers.
Zijn plaats werd na zijn dood ingenomen door een van zijn volgelingen, Manuel Alonso Corral, die daarbij de naam Petrus II aannam en tot paus gekroond werd.

## Een mogelijke tweede Gregorius XVII
Er zijn sedisvacantisten die beweren dat de keuze van Angelo Roncalli tot Johannes XXIII in 1958 ongeldig was vanwege de dwang die voor het opgeven van de pauselijke troon uitgeoefend werd op kardinaal Giuseppe Siri (overleden in 1989). Siri, van wie bekend was dat hij de beschermeling van Pius XII was, zou met een meerderheid gekozen zijn. Door tussenkomst in het conclaaf van een organisatie van buiten het conclaaf zouden de Franse kardinalen besloten hebben Siri tot troonsafstand te dwingen. Siri zou reeds gereed gestaan hebben om door het volk op het Sint-Pietersplein toegejuicht te worden. De jure (= wettelijk) zou hij nooit geldig, want onder dwang, afstand gedaan hebben van het pontificaat. Tot zijn dood in 1989 zou hij dit geheim bij zich gedragen hebben. Tegen een zekere pater Khoat schijnt Siri echter rond 1987 inderdaad toegegeven te hebben de de jure paus te zijn. Tijdens het conclaaf van 1963 en de twee conclaven van 1978 (augustus en oktober) zou Siri opnieuw gekozen zijn en wederom zijn teruggetreden onder diplomatieke druk. Kardinaal Siri heeft altijd alom bekendgestaan als een anti-modernist en hij verklaarde tegenover de media meermaals dat het eeuwen zou duren om te herstellen wat het Tweede Vaticaans Concilie en de pausen Johannes XXIII en Paulus VI hadden aangericht.
Gezien het feit dat Siri de nieuwe pausen na 1958 wel opzocht en gewoon bleef fungeren in zijn functie als aartsbisschop van Genua, lijkt deze these zeer onwaarschijnlijk.
De Siri-hypothese is relatief nieuw en werd vanaf het midden van de jaren 90 binnen sedisvacantistische middens steeds bekender. In de VS is de hypothese een hot topic, sinds er in 2003 een boek van de hand van een niet-katholieke, gepensioneerde FBI-agent verscheen waarin deze eveneens beweert dat Giuseppe kardinaal Siri gekozen werd en de naam Gregorius XVII aannam.
Cursief: tegenpaus
- Biblioteca Nacional de España: XX1763601
- Gemeinsame Normdatei: 119324210
- International Standard Name Identifier: 0000 0000 5649 9921
- Library of Congress Control Number: n82047641
- Nationale Bibliotheek van Polen: a0000002823041
- Virtual International Authority File: 79419230
- WorldCat: E39PCjKbG8p7C8vjBx3ctxcbQy